# Herb prowincji Võru

Herb prowincji Võru

Herb prowincji Võru - prowincji estońskiej.
Herb prowincji przedstawia na tarczy w polu błękitnym złoty pierścień i srebrny miecz ze złotą rękojeścią w lewy skos.
Herb przyjęty został 5 lutego 1937 roku i nawiązuje do nazwy stolicy prowincji miasta Võru (pol. pierścień), a miecz to magiczny miecz Kalevipoega, bohatera estońskiego eposu narodowego "Kalevipoeg", autorstwa  F.R. Kreutzwalda, którego rodzinnym miastem było Vôru.